# Bodelschwingh-Schule Hürth
Die Bodelschwingh-Schule im Ortsteil Alt-Hürth der Stadt Hürth ist die einzige evangelische Grundschule der Stadt, deren Schulbezirk dementsprechend die ganze Stadt umfasst. Sie ist für ihren reformpädagogischen Lehrbetrieb bekannt und geschätzt. So werden für die meisten Fächer die Klassen 1+2 und 3+4 zu Unterrichtsgruppen zusammengefasst. Auch die Freiarbeit (Friedrich Fröbel) wird besonders gefördert. Unterhaltsträger ist die Stadt.

## Geschichte der evangelischen Schulen in Hürth
Mit dem Zuzug von Industriearbeitern und Industrieangestellten ins katholische Hürth kam das Bedürfnis nach Schulen für die evangelischen Zugezogenen auf. Die erste evangelische Volksschule wurde so im Ortsteil Knapsack im Gebäude der alten katholischen Schule eingerichtet, die 1923 einen Neubau bekam. Die Bodelschwingh-Schule kann als Nachfolgerin dieser Schule angesehen werden. 1936 wurde eine weitere evangelische Volksschule in Hermülheim in der heutigen Krankenhausstraße gebaut, die nach dem Bayerischen Nationalsozialisten Hans Schemm benannt wurde aber schon 1940 aufgrund des Gesetzes zur Umwandlung der Konfessionsschulen in Deutsche Gemeinschaftsschulen als Regelschulen (ab 1937, die katholischen Schulen durften aufgrund des Reichskonkordats von 1933 (Artikel 23) bestehen bleiben) wieder aufgelöst und in eine Mittelschule umgewandelt wurde, die spätere Friedrich-Ebert-Schule, Realschule der Stadt. Für die erste Nachkriegszeit führt Klug nur noch eine evangelische Volksschule, die in Knapsack mit 5 Klassen auf. Erst 1961 gab es vier evangelische Volksschulen, Gleuel (seit 1949) mit fünf Klassen, Efferen (seit 1950 beide in den Gebäuden der katholischen Schule) und ab 1956 (Alt-)Hürth mit vorerst zwei Lehrern und 109 Schülern, und 1961 dann wie Gleuel mit vier Klassen, Knapsack hatte durch die Aufnahme von evangelischen Klassen in der Katharinenschule in (Alt-)Hürth, deren katholische Schüler in die 1954 neu erbaute Clementinenschule gewechselt waren, 1961 nur noch zwei Klassen. Die evangelische Schule in Efferen wurde in eine Gemeinschaftsgrundschule, neben der katholischen Don-Bosco-Schule gelegen, umgewandelt. Auch die evangelische Schule in Gleuel ging in einer Gemeinschaftsgrundschule, der Brüder-Grimm-Schule auf. Die Schule in Knapsack wurde im Hinblick auf dessen Umsiedlung aufgelöst.

## Bodelschwingh-Schule
Für die nach dem evangelischen Pfarrer und Gründer der Von Bodelschwinghsche Stiftungen Bethel, Friedrich von Bodelschwingh, genannte Schule wurde 1965 ein Neubau Auf der Kumme errichtet, der mehrfach erweitert wurde. Architekt war Marcel Felten, der 1958 den Förderpreis des Landes Nordrhein-Westfalen für junge Künstlerinnen und Künstler bekommen hatte. Er war auch für den Bau des ersten Hürther Gymnasiums verantwortlich. 2015 ist die Schule dreizügig mit 12 Klassen. Aufgenommen werden Schüler evangelischen Bekenntnisses sowie Schüler, deren Eltern sich ausdrücklich mit einer evangelischen Erziehung einverstanden erklären. Deshalb sind auch viele Schüler mit Migrationshintergrund vertreten. Die Schule ist vor allem für ihre pädagogische Arbeit bekannt. So war sie auch die erste offene Ganztagsschule der Stadt. Insofern wird sie des Öfteren in den Medien erwähnt.
Die Schule hat einen Förderverein, der mit dem innovativen Projekt des Bildungsspenders, der neben den teilnehmenden Schulen auch die Stiftung Bildung unterstützt, sich eine externe Fördermöglichkeit gesichert hat. Beim Kauf bei teilnehmenden Geschäften, die dies für die Schule ausgehandelt haben, spenden diese über das Portal an die Schule.